# Bughouse šach
Bughouse šach nebo bughouse nebo holanďany (používané jsou všechny tři názvy, a to jak v běžné mluvě šachistů, tak i při vypisovaní soutěží a jiných formálnějších projevech) je realtimová varianta šachu. Hrají ji čtyři hráči rozdělení do dvou týmů na dvou šachovnicích, z každého týmu hraje jeden hráč bílými a druhý černými kameny. Většina pravidel šachu zůstává stejných, až na to, že sebraný kámen předává hráč svému spoluhráči, a ten ho může místo svého tahu nasadit na libovolné prázdné pole šachovnice; pěšce však nelze nasazovat na první a poslední řadu.
V bughouse šachu jsou běžně pořádány soutěže a přebory. Bughouse hrají i špičkoví šachoví velmistři jako Sergej Karjakin, Levon Aronian, John Nunn, Michael Adams a další. Bughouse je oblíben jako varianta šachu v šachových klubech, napříč Evropou a Spojenými státy. Slovo bughouse znamená v angličtině blázinec, což vystihuje rychlou a nevypočitatelnou povahu této šachové varianty.

## Pravidla
Bughouse je varianta šachu, kterou na dvou šachovnicích hrají čtyři lidé, a to dva týmy po dvou hráčích. Spoluhráči sedí vedle sebe a každý z nich hraje proti soupeři z druhého týmu. Jeden z týmu má bílé figury, druhý černé. Protihráči na každé šachovnici hrají partii bleskového šachu s upravenými pravidly. Odlišnosti od standardních pravidel šachu jsou uvedeny níže, je však nutno mít na paměti, že bughouse šach nemá oficiální celosvětově přijímaná pravidla, a proto se mohou i pravidla jednotlivých turnajů lišit.

### Braní
| a8 | b8 | c8 | d8 | e8 | f8 | g8 | h8 |
| a7 | b7 | c7 | d7 | e7 | f7 | g7 | h7 |
| a6 | b6 | c6 | d6 | e6 | f6 | g6 | h6 |
| a5 | b5 | c5 | d5 | e5 | f5 | g5 | h5 |
| a4 | b4 | c4 | d4 | e4 | f4 | g4 | h4 |
| a3 | b3 | c3 | d3 | e3 | f3 | g3 | h3 |
| a2 | b2 | c2 | d2 | e2 | f2 | g2 | h2 |
| a1 | b1 | c1 | d1 | e1 | f1 | g1 | h1 |

| a8 | b8 | c8 | d8 | e8 | f8 | g8 | h8 |
| a7 | b7 | c7 | d7 | e7 | f7 | g7 | h7 |
| a6 | b6 | c6 | d6 | e6 | f6 | g6 | h6 |
| a5 | b5 | c5 | d5 | e5 | f5 | g5 | h5 |
| a4 | b4 | c4 | d4 | e4 | f4 | g4 | h4 |
| a3 | b3 | c3 | d3 | e3 | f3 | g3 | h3 |
| a2 | b2 | c2 | d2 | e2 | f2 | g2 | h2 |
| a1 | b1 | c1 | d1 | e1 | f1 | g1 | h1 |

Jakmile hráč sebere soupeři kámen, předá ho svému spoluhráči. Ten si ho nechá v rezervě a pokud chce, může místo standardního tahu vzít kámen z rezervy a umístit ho na jakékoliv prázdné místo na šachovnici. Výjimkou je pěšec, jenž nelze umístit na první ani poslední řadu (na první se dle pravidel šachu nemůže objevit a na poslední by se okamžitě proměnil). Kameny rezervy všech hráčů musí být jasně viditelné soupeřům.

### Hodiny
Bughouse se v drtivé většině případů hraje s pomocí dvojice šachových hodin, nejčastěji tempem pět minut pro hráče na partii. Bez hodin by totiž často hru zablokovala situace, kdy jedna strana čeká a netahá, buď proto, že by jinak dostala mat, anebo proto, že hodlá nasadit kámen, který právě nemá v rezervě, a vyčkává, zda spoluhráč takový kámen nedodá. Pokud nejsou hodiny k dispozici, obvykle se stanovuje nějaké pravidlo, které má předcházet výše zmíněnému problému s čekáním, například že hráč musí zahrát alespoň jeden tah za dobu, kdy jeho spoluhráč zahraje tři tahy.

### Konec hry
Hra končí, jakmile skončí jedna partie, a vítězí strana, jež vyhrála tuto partii. Partie končí matem, překročením časového limitu, vzdáním se nebo v některých případech nemožným tahem. Hra může skončit také remízou po dohodě všech čtyř hráčů, při třikrát opakované pozici, nebo v případě, že dva hráči z odlišného týmu překročí čas v jednu chvíli (respektive v době reklamace je překročen čas u dvou hráčů).

### Komunikace mezi hráči
Zatímco při běžné šachové hře je nutno dodržovat ticho a komunikace mezi hráči je až na výjimky zakázána, při bughouse šachu je konverzace mezi partnery v týmu dovolena a obvyklá, mohou si dokonce radit i konkrétní tahy. Je však zakázáno zasahovat fyzicky do dění na druhé šachovnici (tahat místo spoluhráče, dotýkat se figur atd.).

## Varianty
Pravidla bughousu nejsou zcela ustálena a v praxi se vyskytuje celá řada variant. Mezi nejčastější patří:
- Zákaz matovat právě postaveným kamenem. Tato úprava je údajně populární zvláště v Evropě a někdy se nazývá tandemový šach (tandem chess)[9]
- Dostane-li se pěšec na osmou řadu, nepromění se. Místo toho okamžitě zmizí z šachovnice a hráč, který jím táhl na osmou řadu, ho předá spoluhráči svého soupeře. Tato změna pravidel se v českých šachových kruzích uplatňuje velmi často.
- Hraje se na více než dvou šachovnicích (obvykle na třech). Distribuce figur je pak na domluvě hráčů[7]
- Kameny mohou být stavěny jen na hráčovu polovinu šachovnice (1.–4. řada u bílého, 5.–8. u černého)
- Hra pokračuje, dokud nejsou ukončeny obě partie.
- Pěšci nemohou být stavěni na sedmou řadu (v případě černého druhou).
- Pěšci mohou být stavěni jen na svou polovinu šachovnice (bílý: 2., 3., 4.; černý: 5., 6., 7. řada)
- Pěšci mohou být stavěni na první řadu (v případě černého osmou).
- Nastavené kameny nemohou ani šachovat.
- Existuje podobná varianta šachu pro dva hráče, která se nazývá crazyhouse.

## Strategie

### Materiál
Vzhledem k nekončícímu oběhu kamenů se pohled na materiál v bughousu rapidně liší od běžného šachu. V klasickém šachu strana, jež získala materiál, postupně vše vymění a i pouhý pěšec navíc často znamená rozhodující výhodu. V bughousu se však materiál vymění a za chvíli přijde nový, nenastává tedy koncovka. Oběti materiálu jsou více než časté a to jak v útoku, tak i v obraně. Oproti běžnému šachu se také hráč snaží v rámci možností vyhovět žádostem spoluhráče o získání potřebných figur.
Mění se také hodnota šachových kamenů, jelikož síla a funkce jednotlivých figur je zcela jiná, je-li možno je umístit na libovolné volné pole. Kupříkladu síla pěšce se zvyšuje, jelikož pomalost jeho pohybu již nehraje tak velkou roli a je možno ho postavit na sedmou řadu, jeden tah od proměny. Pěšce je taktéž možno využívat k defenzivním účelům (představení šachu, krytí důležitého pole vniku). Oproti tomu dalekonosné figury, střelec, věž a dáma, ztrácejí mnoho ze svých výhod kvůli husté a neustále se měnící pěšcové struktuře.
V šachu se používá zjednodušený systém pro určení hodnoty šachových kamenů. Vyjadřuje sílu figur a základní jednotkou je nejslabší kámen – pěšec. Jezdec a střelec jsou za tři (dle některých autorů tři a čtvrt či tři a půl), věž za pět a dáma za devět pěšců. V bughousu jsou tyto hodnoty jiné a obvykle se střelec, jezdec a věž počítají za dva pěšce a dáma za čtyři.

### Koordinace
Spoluhráči jsou nuceni hrát jako tým; prohraje-li jeden, prohraje i druhý. Při bughousu je verbální komunikace častá, nutná a povolená. Hráči se vzájemně informují o tom, jakou figuru potřebují či jakou naopak spoluhráč nemá dávat, radí druhému, co má hrát a dávají si i obecnější strategické informace typu „výměny jsou dobré“ nebo „dávej mi hodně pěšců“. Dobří a sehraní partneři jsou již schopní předávat si tyto poznatky neverbálně (mrknutí oka, dotýkaní se po tváří, ťukání do stolu).
Při bughousu vcelku často nastává situace, kdy se na jedné nebo na obou šachovnicích čeká na čas soupeře. Typické je to kupříkladu v situaci, kdy hráč ví, že dostane mat, jakmile zatáhne. Čeká tedy a jeho spoluhráč se snaží zmatovat svého protihráče. Pokud však má tento protihráč víc času na hodinách než čekající hráč, může taktéž čekat a první hráč je donucen táhnout a dostane mat. Proto je v bughouse důležité sledovat čas nejen soupeře, ale i soupeřova spoluhráče, jelikož tento čas může být dokonce důležitější než čas soupeře.

### Zahájení
V bughouse šachu není ve většině případů možno aplikovat běžná šachová zahájení, jelikož ta obvykle z hlediska bughousu vytvářejí slabiny, které lze snadno využít. V zahájení se doporučuje tahat jen pěšci d a e, co nejrychleji vyvinout figury a vytvořit soupeři slabiny, do kterých by bylo možno stavět kameny z rezervy. Zvláště vývin je důležité uskutečnit v prvních tazích, jelikož jakmile jsou k dispozici kameny z druhé šachovnice, není již na vývin čas. Navíc rychlý vývin figur pomáhá proti okamžitým pěšcovým útokům v centru. V bughouse šachu se též nedoporučuje rošáda, jelikož král na kraji šachovnice se obvykle rychle ocitá pod útokem figur stavěných protihráčem z rezervy.

### Útok a obrana
V bughouse je útok mnohem důležitější než v běžném šachu, jelikož je vzhledem k možnosti nasazování kamenů mnohem větší šance na mat. Zisk materiálu sice pomáhá, ale partie na něj nejde vyhrát. Útočící hráč má iniciativu (vzhledem k vyhrocenosti bughouse je iniciativa důležitější než v šachu), což má vliv na jeho možnosti i na dění na druhé desce. Důležitým faktorem je také skutečnost, že je o dost jednodušší útočit než bránit. Chyba v útoku může znamenat jen ztrátu iniciativy, zatímco chyba v obraně může vést k matu.

## Notace a ukázková hra

Ukázková hra

Běžná šachová notace je s malými úpravami použitelná pro zaznamenávání partií bughouse šachu. Pro vložení kamene z rezervy na šachovnici se nejčastěji používá znak @ (někdy však také x či I). Pokud hráč umístí ze své rezervy jezdce na f7, zápis vypadá takto: J@f7 (v anglické notaci N@f7).
Vzhledem k tempu a celkové povaze bughousu jsou partie zapisovány jen velmi zřídka. Při hře přes internet však záznam nečiní potíže, protože ho automaticky provádí herní software. Téměř všechny zapsané partie tedy pochází z digitální podoby hry. Formát, ve kterém jsou zapisovány, se nazývá BPGN; jde o rozšíření formátu PGN, užívaného pro zapisování běžných šachových partií. Z programů, pomocí kterých se dá zapisovat a přehrávat bughouse, můžeme jmenovat kupříkladu BPGN viewer.
BPGN zápis partie v bughouse šachu, znázorněné na animovaném diagramu vpravo:
```
[Event "rated bughouse match"]
[Site "chess server X"]
[Date "2004.04.12"]
[WhiteA "WA"][WhiteAElo "1970"]
[BlackA "BA"][BlackAElo "2368"]
[WhiteB "WB"][WhiteBElo "1962"]
[BlackB "BB"][BlackBElo "2008"]
[TimeControl "180+0"]
[Result "0-1"]
1A. e4 {180} 1a. Nc6 {180} 1B. d4 {179} 2A. Nc3 {179}
1b. Nf6 {178} 2a. Nf6 {178} 2B. d5 {178} 3A. d4 {177}
2b. e6 {177} 3a. d5 {177} 3B. dxe6 {176} 4A. e5 {176}
3b. dxe6 {176} 4B. Qxd8+ {175} 4a. Ne4 {175}
4b. Kxd8 {175} 5B. Bg5 {174} 5A. Nxe4 {174}
5a. dxe4 {173} 5b. Be7 {173} 6A. Nh3 {173}
6B. Nc3 {172} 6a. Bxh3 {171} 6b. N@d4 {171}
7A. gxh3 {171} 7a. Nxd4 {170} 7B. O-O-O {169}
8A. P@e6 {168} 7b. Nbc6 {168} 8B. Bxf6 {166}
8a. N@f3+ {165} 9A. Qxf3 {165} 8b. Bxf6 {164}
9a. Nxf3+ {164} 10A. Ke2 {164} 9B. e3 {164}
10a. Q@d2+ {164} 11A. Bxd2 {164} 11a. Qxd2+ {164}
{WA checkmated} 0-1
```

## Soutěžní dění

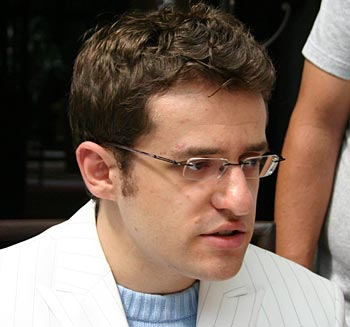
Levon Aronian – šachový velmistr a hráč bughouse

V bughouse šachu se pravidelně pořádá nemalé množství turnajů. V současné době neexistuje žádné mistrovství světa, ani jakákoliv jiná mezinárodní soutěž. Několik států však pořádá mistrovství své země v bughouse šachu. V České republice se hraje Otevřené mistrovství v bughouse šachu v rámci turnaje Czech Open. Mistři ČR jsou v současné době (2014) Martin Tajovský a Pavel Menčík. Velký bughouse turnaj se taktéž koná každý rok v Berlíně, roku 2005 se ho zúčastnil Levon Aronian a se svým spoluhráčem Vassilem Shakovem skončil druhý. Také se od roku 2000, pořádá každý rok turnaj v Ženevě, jenž přilákává nejlepší evropské hráče. Bughouse minimálně příležitostně hraje velké množství špičkových velmistrů, pro příklad Sergej Karjakin, Levon Aronian, Joel Benjamin, Yasser Seirawan, Andy Soltis, John Nunn, Jon Speelman, Michael Adams, Emil Sutovsky a Michael Rohde. Bughouse je oblíben jako varianta šachu v šachových klubech, napříč Evropou a Spojenými státy.

## Bughouse a počítače
Bughouse lze hrát na internetových serverech jako FICS či Internet Chess Club již od roku 1995. Výhoda online bughouse spočívá v privátnosti komunikace mezi partnery (na rozdíl od reálné hry ji protihráči neslyší). Nyní však online bughouse převzal novější šachový server Chess.com.
Již byly vytvořeny speciální programy schopné hrát bughouse, kupříkladu Sunsetter, Sjeng a TJchess. I když jsou mnohem rychlejší než lidé, chybují v pozičním porozumění pozice a nejsou schopné koordinace a komunikace v této týmové hře.
DoubleChessBoard umožňuje hrát jak s šachovými programy, tak přes internet/síť s jinými hráči.

## Kontroverze
Bughouse šach vyvolává kontroverze mezi šachovými trenéry, kteří se neshodují v názoru na to, jak bughouse šach prospívá šachovým schopnostem. Například podle vyjádření Susan Polgárové lze bughouse brát jako druh rozptýlení, ale ve skutečnosti nemá žádný pozitivní vliv na rozvoj šachových schopností. Polgárová nedoporučovala ani hrát bughouse během klasického šachového turnaje. Někteří hráči tvrdí, že bughouse šach pomáhá objevovat typické taktické motivy, ovšem jiní se zase domnívají, že zanedbává strategické hodnoty a nadměrně upřednostňuje taktické.